# Mayéutica (álbum)
Mayéutica es el tercer álbum de estudio de Robe en solitario, publicado por El Dromedario Records y lanzado el 30 de abril de 2021.
El disco fue creado en 2018, justamente diez años después de la publicación de La ley innata (2008), y de acuerdo con las propias palabras del artista:

Diez años tardé en volver.
Y de este regreso, o tal vez de todo lo vivido mientras tanto, surgió esta inesperada continuación.

## Promoción
A principios de abril de 2021, se lanzó un adelanto promocional en redes sociales, el videoclip de la tercera pista del álbum Mierda de filosofía el 1 de abril, y a la venta como sencillo al día siguiente.
Finalmente el álbum completo se puso a la venta el viernes 30 de abril de 2021 en formato vinilo y CD.

## Diseño

### Grabación
El disco fue creado en 2018, pero no fue publicado hasta abril de 2021, para no interferir en el proceso de la gira de despedida de Extremoduro que iba a realizarse en 2020, y que finalmente fue cancelada debido a la pandemia de COVID-19. La grabación, las mezclas y el montaje se hicieron durante el verano de 2019 en PKO Studios.

### Estructura
Al revisar el contenido del álbum se aprecia una similitud en la estructura al disco de Extremoduro, La ley innata, ya que incluye una introducción (interludio), cuatro movimientos, y una coda final. Huyendo de nuevo del término de álbum conceptual, el desarrollo del álbum incluye estos fragmentos relacionados entre sí a través de sus melodías, sus ritmos y sus letras.

### Nombre
Como en su día fuese La ley innata, una referencia a Cicerón, uno de los grandes pensadores de la época clásica, este álbum titulado Mayéutica, es una clara referencia a la mayéutica, término y método asociado a Sócrates, a través del cual el maestro hace que el alumno, por medio de preguntas, descubra conocimientos.
Además, el día de su lanzamiento, se comunicó:

Mayéutica es una canción concebida como una sola obra que consta de cuatro movimientos. Comienza con un interludio, que la enlaza con La Ley Innata, y acaba con una coda sin final.

## Lista de canciones
| N.º | Título                                                | Duración |  |
| 1.  | «Interludio»                                          | 3:11     |  |
| 2.  | «Primer movimiento: Después de la catarsis»           | 8:57     |  |
| 3.  | «Segundo movimiento: Mierda de filosofía»             | 4:46     |  |
| 4.  | «Tercer movimiento: Un instante de luz»               | 10:34    |  |
| 5.  | «Cuarto movimiento: No soy el dueño de mis emociones» | 14:51    |  |
| 6.  | «Coda feliz»                                          | 1:30     |  |

## Personal
- Robe: Letras, voz y guitarra.
- Álvaro Rodríguez Barroso: Piano y Hammond.

- David Lerman: Bajo.
- Carlitos Pérez: Violín.
- Lorenzo González: Voz.
- Alber Fuentes: Batería y coros.
- Woody Amores: Guitarra.

## Recepción
Cuando salió se colocó como el álbum más vendido en España.